# كهوف سكوير بوون
كهوف سكوير بوون (بالإنجليزية: Squire Boone Caverns)‏؛ هي مجموعة من الكهوف التي تقع في مقاطعة هاريسون في الولايات المتحدة.

## السياحة
تعد «كهوف سكوير بوون» إحدى مواقع الجذب السياحي في مقاطعة هاريسون في ولاية إنديانا الأمريكية.